# Rene Russo
Rene Marie Russo (sinh ngày 17/02/1954) là nữ diễn viên, nhà sản xuất phim, cựu người mẫu Mỹ. Một số tác phẩm điện ảnh mà Rene đã tham gia là: Mr. Destiny (1990), One Good Cop (1991), In the Line of Fire (1993), Outbreak (1995), The Adventures of Rocky and Bullwinkle (2000).